# Agrilus cytisi
Agrilus cytisi é uma espécie de inseto do género Agrilus, família Buprestidae, ordem Coleoptera.
Foi descrita cientificamente por Baudi dei Selve, 1870.